# Morland
Morland är en by (village) och en civil parish i Cumbria i nordvästra England.  Orten har 380 invånare (2001). Den har en kyrka. Den har 12 kulturmärkta byggnader.